# 副朝覲
副朝覲（阿拉伯语：‎）是伊斯兰教穆斯林朝觐圣城麦加的一种，副朝觐可在一年中的任何其他时间进行，也不是必要的，副朝觐的仪式较朝觐简单。准备副朝觐时，虔敬的身心状态"伊兰"是必要的，也须完成如上所述的绕行天房及两个小山丘。通常，程序最后一步是理发，象征朝圣者有一个新的开始。